# جرس تهرانی
میرزا محمدمهدی تهرانی، متخلص به جَرَسِ تِهْرانی، از شاعران فارسی زبان نیمه دوم سده ۱۳ ه.ق در ایران است. 

## تبار
پدرش حاجی میرزا جانی، از کدخدایان برجسته زمان خویش (دوران حکومت آثامحمدخان قاجار تا اواسط دولت محمدشاه) بوده است و از نامداران بازار تهران و شخصیت های معتبر به حساب می‌آمد. نسبش به حکیم هاشم، طبیب معروف یکی از شاهان صفوی می رسد.

## سرگذشت
جرس پس از آنکه مقدمات عربیت و ادبیات را آموخت، به فراگیری و تکمیل قواعد شعر و ادب روی آورد. پس از آن به یادگیری فن حساب و حسابرسی (استیفاء) مشغول گردید و به عنوان دبیری کامل شناخته شد. وی موفق شد در تهران به منصب سررشته داری منصوب گردد. از برخی منابع چنین برداشت می‌شود وی پس از مرگ پدرش حاجی میرزا، مدتی را به عنوان کدخدای بازار تهران (ریاست صنف یا اصناف بازار) شناخته شده‌است. گویا وی به جهت گرفتن رشوه، اما با عذر سن و سال کم وی، از این منصب کنار گذاشته شد. پس از آن او به جسابداری و جسابرسی اصناف و کسبه شهر تهران مشغول گردید و زیر نظر عیسی خان بیگلربیگی (رئیس کدخدایان شهر) شروع به خدمت کرد. جرس تهرانی، پس از مرگ عیسی خان بیگلربیگی، نتوانست با جانشین او کنار بیاید و در نتیجه از کار کناره گیری نمود و در انزوا به سر برد. او در این دوران با مواجب دیوانی که به او پرداخت می شود، روزگار می گذراند. با توجه به گفته برخی منابع، علاوه بر عیسی خان، عزیز خان سردار نیز از حامیان او به حساب می‌آمد. آورده اند که وی در اواخر عمر از شیوه زندگانی خود پیشمان شده و توبه کرده است و به سیر و سلوک صوفیانه روی آورده است. از تاریخ دقیق مرگ وی اطلاعای در دست نیست و از گفته خیام پور، چنین برداشت می شود که وی تا سال ۱۳۰۶ ه.ق زنده بوده است. 

## در کلام دیگران
آورده‌اند که وی دارای طبعی روان و زبانی گشاده بود و شیوا و رسا سخن می‌راند. میرزا طاهر اصفهانی، متخلص به شعری اصفهانی و دیوان بیگی، تبحر وی را در سرودن هر گونه شعر، ستوده‌اند. اعتماد السطنه نیز وی را از استاید شعر خوانده و وی را ستوده است.

## آثار
دو مورد از آثار وی را چنین برشمرده اند:
- جُنگ جرس (جُنگ المناقب) مشتمل بر اشعاری در مناقب و مراثی اهل بیت
- دیوان شعر، مشتمل بر ۳۳ غزل و ۳۱۷ بیت شعر.